# Maria Luisa Lopez-Vito
María Luisa López-Vito (* 10. August 1939 in Iloilo/Philippinen) ist eine philippinisch-deutsche Pianistin.

## Biographie
López-Vito spielt bereits seit ihrem vierten Jahr Klavier. An der University of Santo Tomas in Manila war sie Schülerin von Benjamin Tupas, eines der bedeutendsten zeitgenössischen Komponisten der Philippinen, bevor sie in die USA ging, um am Mannes College of Music in New York bei Olga Stroumillo zu studieren. Wichtig für López-Vito war ein Stipendium, das sie 1961 für die Marlboro School in Vermont erhielt, wo sie mit Rudolf Serkin studierte. Auch Claude Frank, Friedrich Wührer und György Cziffra haben sie schon früh gefördert. – Aus den großen Klavierwettbewerben (Van Cliburn, Orense-, Casella- und Busoni-Wettbewerb, Liszt-Bartók-Wettbewerb, Cziffra-Concours u. a.) ging López-Vito als vielfache Preisträgerin hervor. Nach ihren New Yorker Debütkonzerten haben Konzertreisen die Pianistin bald in die meisten europäischen Staaten geführt. Nach einem mehrjährigen Aufenthalt in Spanien verlegte sie Anfang der siebziger Jahre ihren Wohnsitz nach Deutschland.
Das Repertoire von López-Vito umfasst nahezu die gesamte Klavierliteratur seit dem Barock. Sie fiel zuerst auf durch ebenso ausdrucksstarke wie virtuose Interpretationen der Werke von Chopin, Liszt und Ravel. Im Zentrum aber standen von Anfang an die großen Werke der Klassik und Romantik, vor allem die Sonaten und Klavierkonzerte von Beethoven. In den letzten beiden Jahrzehnten hat sie sich verstärkt der Neuen Musik zugewandt; Komponisten wie Tupas, Victor Fenigstein und Hubert Stuppner haben López-Vito Uraufführungen anvertraut. Häufig hat sie mit dem Ensemble Musica Negativa von Heinz-Klaus Metzger und Rainer Riehn konzertiert.
Besonders eingesetzt hat sich López-Vito für den Komponisten Theodor W. Adorno, dessen Werke für Klavier sämtlich von ihr uraufgeführt und herausgegeben wurden. Auch bei Aufführungen von Adornos Klavierliedern hat sie häufig als Begleiterin mitgewirkt.

## Publikationen
- Victor Fenigstein, Trois hommages for Piano. LP (Victor Fenigstein, Instrumental and Orchestral Works), Apollo Sound, London 1974. AS 1019
- Adornos Kompositionen für Klavier allein im Kontext der Zweiten Wiener Schule. Live-Mitschnitt eines Konzertes, München 1999. CD, edition text + kritik im Richard Borberg Verlag, 2003
- Theodor W. Adorno, Klavierstücke. Hrsg. von María Luisa Lopez-Vito, Nachwort von Rolf Tiedemann. München: edition text + kritik im Richard Borberg Verlag, 2001
- Theodor W. Adorno, Kompositionen, Bd. 3: Kompositionen aus dem Nachlass. Hrsg. von Maria Luisa Lopez-Vito und Ulrich Krämer. München: edition text + kritik im Richard Borberg Verlag, 2007

| Personendaten    | Personendaten                    |
| ---------------- | -------------------------------- |
| NAME             | Lopez-Vito, Maria Luisa          |
| ALTERNATIVNAMEN  | López-Vito, María Luisa          |
| KURZBESCHREIBUNG | philippinisch-deutsche Pianistin |
| GEBURTSDATUM     | 10. August 1939                  |
| GEBURTSORT       | Iloilo, Philippinen              |